# Kuro (manga)
Kuro (jap. 黒) – manga napisana i zilustrowana przez duet So-ma-to, publikowana od maja 2011 do czerwca 2016. W Polsce prawa do jej dystrybucji nabyło wydawnictwo Waneko.

## Fabuła
Historia opowiada o dziewczynce Coco oraz jej kocie Kuro, którzy mieszkają razem w willi na obrzeżach miasta. Fabuła skupia się na ich codziennym życiu oraz interakcjach z przyjaciółmi z miasta. Jednak pod powierzchnią tego idyllicznego krajobrazu kryją się mroczne tajemnice. W pobliskim lesie grasują potwory, a zarówno pochodzenie Coco, jak i Kuro jest owiane tajemnicą. Okazuje się, że Kuro nie jest zwykłym kotem, a historia tej dwójki nie jest taka zwyczajna, jak się wydaje.

## Publikacja serii
Seria była początkowo publikowana w witrynie „Aoblo!”. Następnie została przeniesiona do serwisu „Aoharu Online”, gdzie ukazywała się od 31 stycznia 2013 do 6 grudnia 2013. Po zamknięciu „Aoharu Online” kolejne rozdziały mangi były publikowane w magazynie internetowym „Tonari no Young Jump” od 3 stycznia 2014 do 24 czerwca 2016. Wydawnictwo Shūeisha zebrało ją w trzech tankōbonach, wydanych między 19 maja 2014 między a 17 czerwca 2016.
W Polsce seria została wydana nakładem wydawnictwa Waneko.
| Nr | Język japoński  | Język japoński         | Język polski     | Język polski           |
| Nr | Data wydania    | ISBN                   | Data wydania     | ISBN                   |
| -- | --------------- | ---------------------- | ---------------- | ---------------------- |
| 1  | 19 maja 2014    | ISBN 978-4-088-79833-2 | 26 maja 2017     | ISBN 978-83-8096-215-6 |
| 2  | 19 marca 2015   | ISBN 978-4-088-90117-6 | 27 lipca 2017    | ISBN 978-83-8096-216-3 |
| 3  | 17 czerwca 2016 | ISBN 978-4-088-90361-3 | 27 września 2017 | ISBN 978-83-8096-217-0 |